# Гарибалдијеви венци
Гарибалдијеви венци су најјугозападнија подела Пацифичких ланаца обалних планина, само су планине „Норт Шор” даље на југозападу. Венци леже између долине формиране пролазом између реке Чикамус и реке Грин на западу (локација одмаралишта Вислер) и долине реке Лилует на истоку, а простиру се на југ и прелазе у „Мејпл Риџ”, источно предграђе Ванкувера и северног округа града „Мишон. На југу су планине „Норт Шор” које гледају на Ванкувер, док се на њиховом југоистоку налазе „Дагласови ланци”.
Гарибалдијеви венци своје име дугују индиректно од планине Гарибалди која се налази на западној страни самог планинског ланца, која је имењак покрајинског парка Гарибалди. Њихов јужни крај између горње реке Стајв и језера Пит је северно од општине Мејпл Риџ и формира провинцијски парк Голден Ирс (који је првобитно био део Гарибалди парка).
Њихова најпознатија планина, Црна кљова, није међу највишима у околини, највиша је Вулканска купола на гребену ливаде између језера Гарибалди и Чикамус, јужно од летовалишта Вислер, Британска Колумбија. Највиши врх у ланцу налази се северно од летовалишта, планина Веџ, висине од 2.892 m (9.488 ft) званог Веџмонт и „Клин”.
Северни део ланца, који се углавном састоји од покрајинског парка Гарибалди, изузетно је алпског карактера, са великим леденим пољима и великим бројем високих врхова. Јужни део ланца, северно од језера Стајв и између горње реке Пит и доње реке Лилует, нема великих ледених поља због карактера мреже долина у облику латиничног слова У „U” . Многе удолине су дубоке преко 5.000 стопа, са појединачним врховима са скоро вертикалним боковима до 7.000 стопа. У језгру овог скупа гребена са оштрим врховима, налази се највиши - Моунт Џаџ Ховеј висок 2.262 m (7.421 ft). Најјужнији главни врхови Гарибалдијевих ланаца налазе се у провинцијалном парку Голден Ирс, северно од Ханија (центар Мејпл Риџа), чији скуп врхова подсећа на магареће уши највиши од њих је „Златно уво” са висином од 1.716 m (5.630 ft).